# One Airlines
One Airlines fue una aerolínea chilena que prestaba servicios de transporte aéreo en forma de vuelos chárter y de manera regular para la minería, desde octubre de 2013 hasta junio de 2020. Volaba originalmente con una flota compuesta de dos aviones Boeing 737-400 operados por Xtra Airways, que se incorporaron a la flota en agosto de 2014. Hasta su cese de operaciones, solamente operaba con dos Boeing 737-300, registrados como CC-AIT y CC-DAN (incorporados en 2014 y 2019 respectivamente).
Tenía su centro de operaciones establecido en el Aeropuerto Internacional Arturo Merino Benítez en Santiago de Chile.
Enfrentaron una delicada situación financiera y técnica, derivada de una mala gestión gerencial que significó la pérdida del CMA (Centro de Mantenimiento Aeronáutico) y la consiguiente suspensión de su Certificado de Operador Aéreo (AOC, por sus siglas en inglés) por parte de la DGAC. Actualmente, con la adquisición de un Boeing 737-300 (matrícula CC-AIT), lograron recuperar el AOC y operaron de manera continua.
A mediados de 2018 la aerolínea presentó un nuevo esquema en sus aviones, eliminando el color naranja como color secundario de la imagen corporativa.
El 24 de junio de 2020 la aerolínea confirma la suspensión de sus operaciones, culpando poca ayuda económica de parte del Estado por el impacto en la aviación de la pandemia de enfermedad por coronavirus de 2019-2020, así como especificar que su modelo no era competitivo entre las otras y mayores aerolíneas de Chile.

## Destinos
- Chile

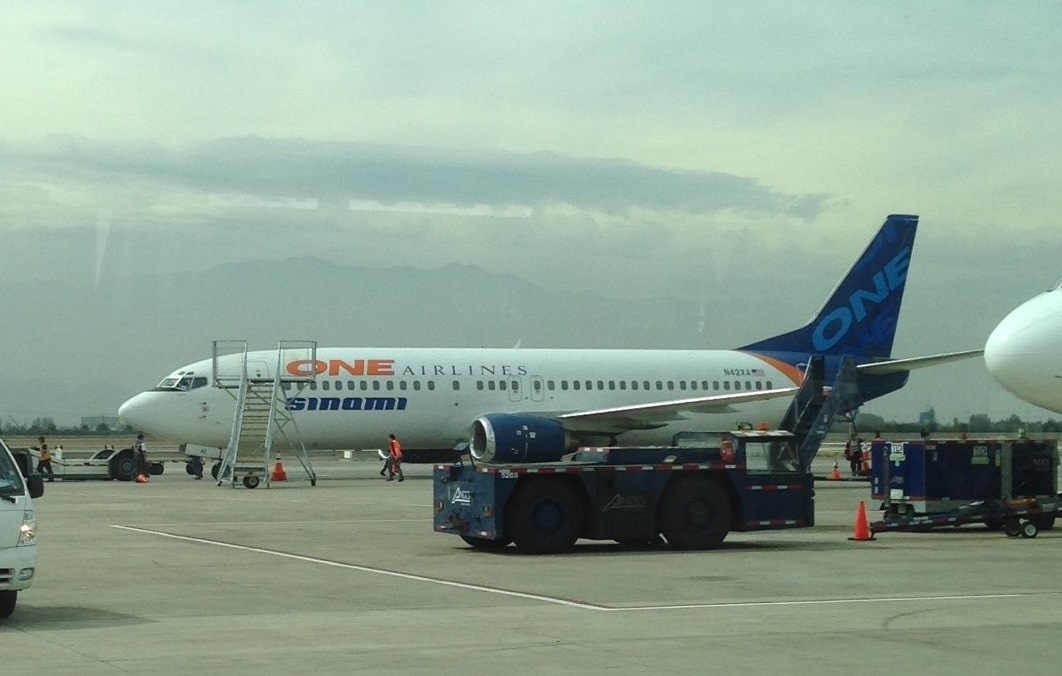
Un Boeing 737-400 de One Airlines estacionado en el Aeropuerto de Santiago

  - Santiago de Chile - Aeropuerto Internacional Arturo Merino Benítez
  - Antofagasta - Aeropuerto Nacional Andrés Sabella Gálvez
  - Calama - Aeropuerto Internacional El Loa
  - Copiapó - Aeródromo Desierto de Atacama
  - Iquique - Aeropuerto Internacional Diego Aracena
  - El Salvador - Aeródromo Ricardo García Posada
  - Concepción - Aeropuerto Internacional Carriel Sur

## Flota

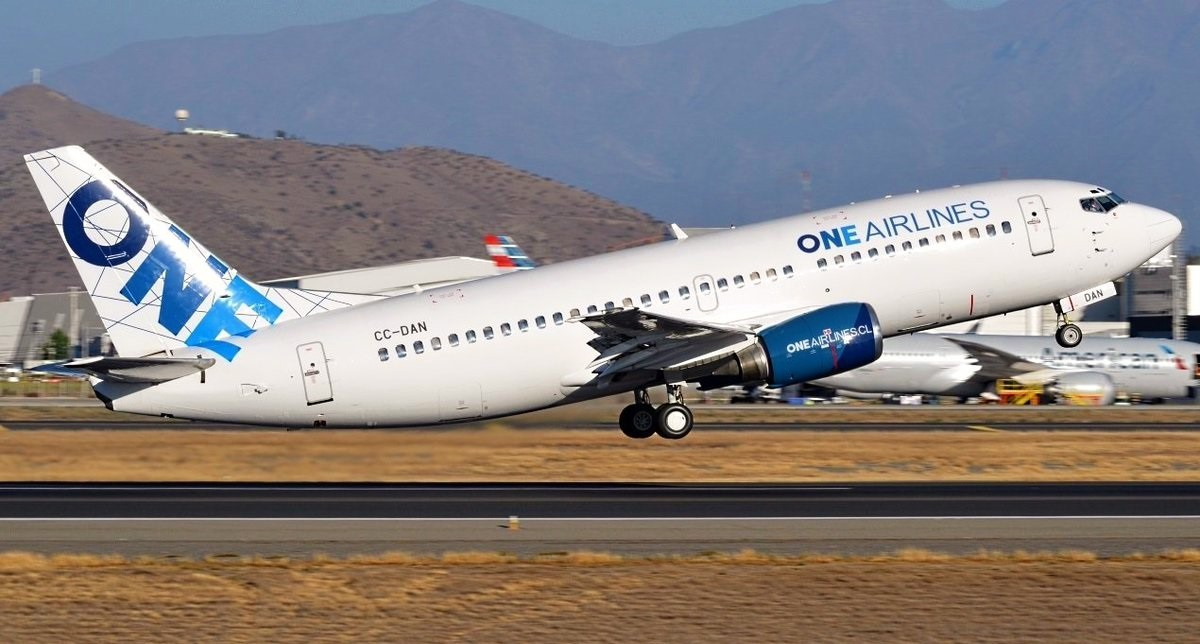
El último Boeing 737-300 de ONE Airlines (CC-DAN) despegando de Santiago con el último esquema de la compañía.